# Johannes Hoff Thorup
Johannes Hoff Thorup (født 19. februar 1989 på Frederiksberg) er en dansk fodboldtræner, der er manager for den engelske klub Norwich City F.C.

## Karriere
Thorup spillede i sin ungdom fodbold hos Frederiksberg BK og Akademisk Boldklub Gladsaxe, men spillede aldrig som senior. I stedet begyndte han som ungdomstræner hos sidstnævnte klub i 2012.
I 2015 blev han ungdomstræner i FC Nordsjælland og blev forfremmet til assistent for Flemming Pedersen i 2021. Den 7. januar 2023 afløste han Pedersen som manager for klubben.
Den 30. maj 2024 blev Thorup udnævnt til cheftræner for EFL Championship-klubben Norwich City på en tre-årig kontrakt, hvor han erstattede David Wagner.